# Kinizsi-lakótelep
A Kinizsi-lakótelep Kaposvár egyik legnagyobb lakótelepe, a Toldi-lakóteleptől északra helyezkedik el. Északról a Búzavirág lakótelep és a szintén lakótelepszerű Pipacs utca határolja. Lakófunkciójú terület, nagy részben 1975 és 1986 között épült nagyvárosi jellegű, 4 és 10 emeletes panelházakkal. A Pipacs utcában családi ház jellegű sorházak is megtalálhatók, ez az utca 1986 után épült ki.

## Közlekedés
A környék főbb útja a Füredi utca (67-es út), a Kinizsi Pál utca, a Búzavirág utca és a Pipacs utca. A városrészben mindig élénk a forgalom, a Füredi utcán gyakori a buszközlekedés.

### Tömegközlekedés
A lakótelepet az alábbi helyi járatú buszok érintik:
| Járatszám | Útvonal                                                                                         |
| --------- | ----------------------------------------------------------------------------------------------- |
| 10        | Helyi autóbusz-állomás - Tallián Gy u. - Kórház - Füredi u. csp. - Laktanya                     |
| 11        | Helyi autóbusz-állomás - Berzsenyi u. - Füredi u. csp. - Volán-telep - Kaposfüred               |
| 11Y       | Helyi autóbusz-állomás - Berzsenyi u. - Füredi u. csp. - Volán-telep - Kaposfüred, vasútállomás |
| 20        | Tóth Á u. - Füredi u. csp. - Mező u. csp. - Videoton                                            |
| 20A       | Raktár u. - Füredi u. csp. - Mező u. csp. - Videoton                                            |
| 23        | Laktanya - Füredi u. csp. - Kisgát - Villamossági Gyár - Kaposvári Egyetem                      |
| 26        | Laktanya - Losonc köz - ÁNTSZ - Mező u. csp. - Videoton - NABI                                  |
| 27        | Laktanya - Füredi u. csp. - Kisgát - Hősök temploma - Kométa                                    |

## Intézmények
- Búzavirág utcai bölcsőde
- Búzavirág utcai („kupolás”) óvoda (1980. november 24-én nyílt meg[1])
- Szent Margit Katolikus Óvoda
- Kinizsi Lakótelepi Általános Iskola (1980-ban alapították, a város akkori második legnagyobb iskolája volt. Az épület 1981-re készült el.[2])
- Orvosi rendelők
- Laktanya
- Gyárak, raktárak, lerakatok

## Kereskedelem
A Búzavirág utcától északra található Kaposvár egyik bevásárlónegyede.

## Szabadidő
Játszóterek, sportpályák, zöldövezetek biztosítják a kikapcsolódás lehetőségét. 2016-ban itt avatták fel az ország legmodernebb cselgáncscsarnokát, ahol több százan dzsúdózhatnak egyszerre, 2022-ben pedig 800 méteres futókör épült.

## Képek

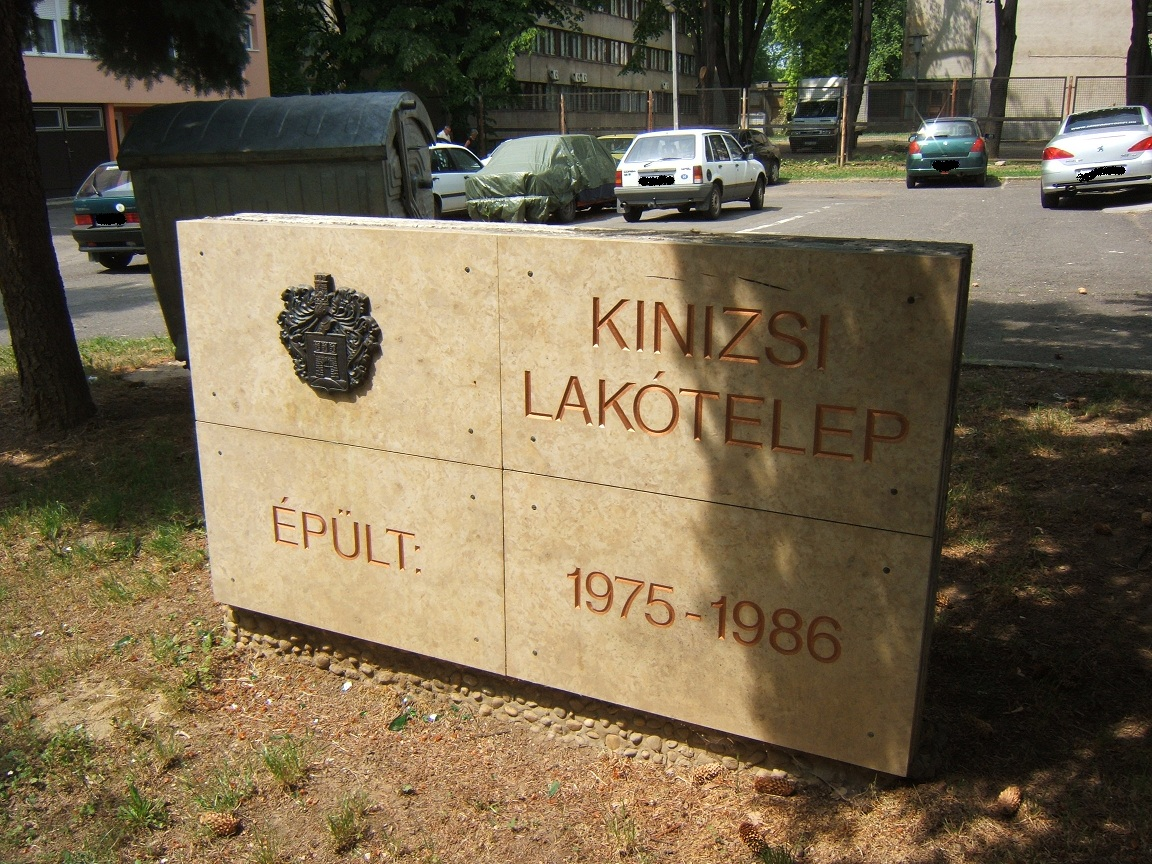
A lakótelep emléktáblája
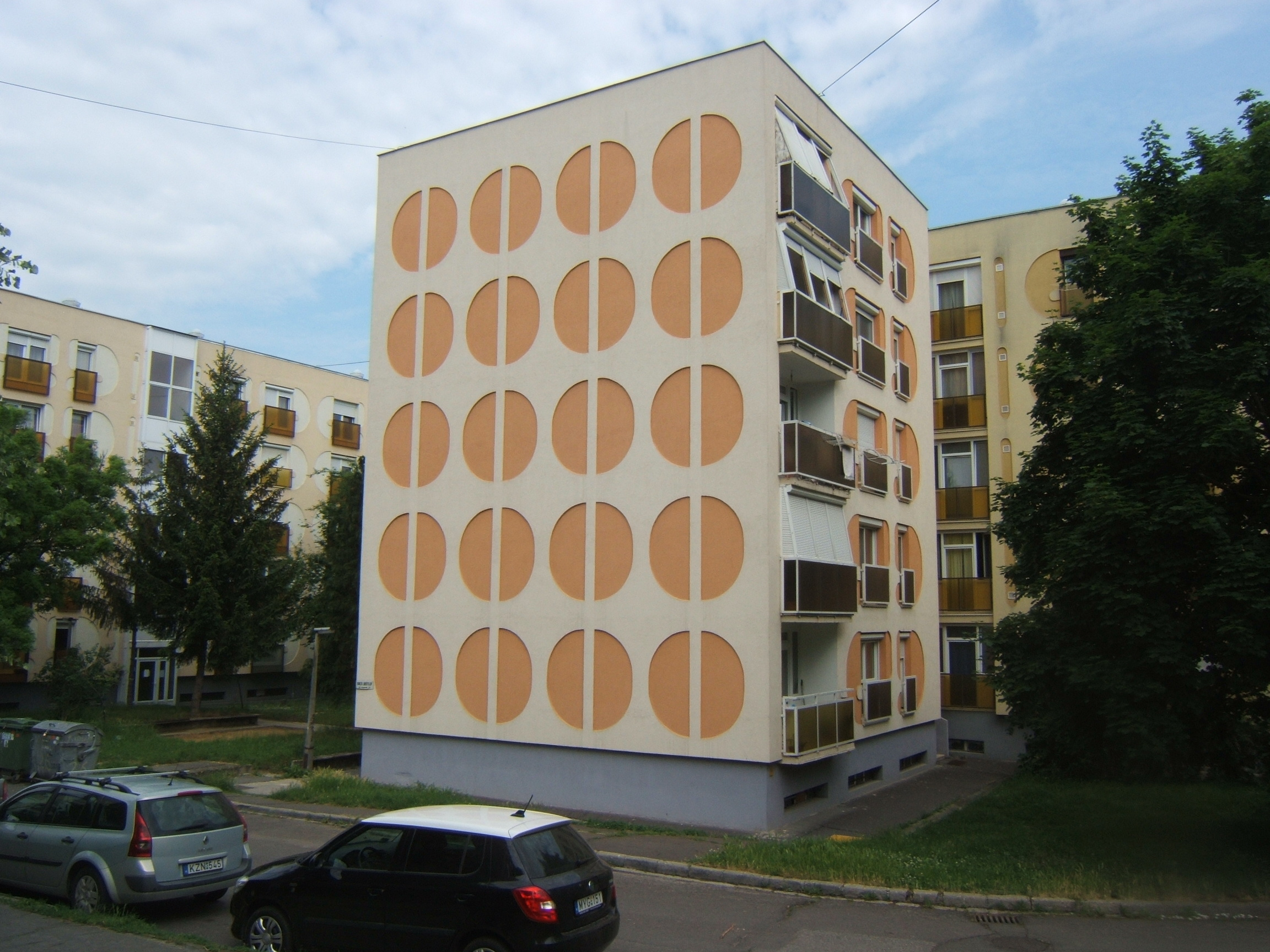
A helyiek egy része által „kávés” mintájúnak nevezett ház
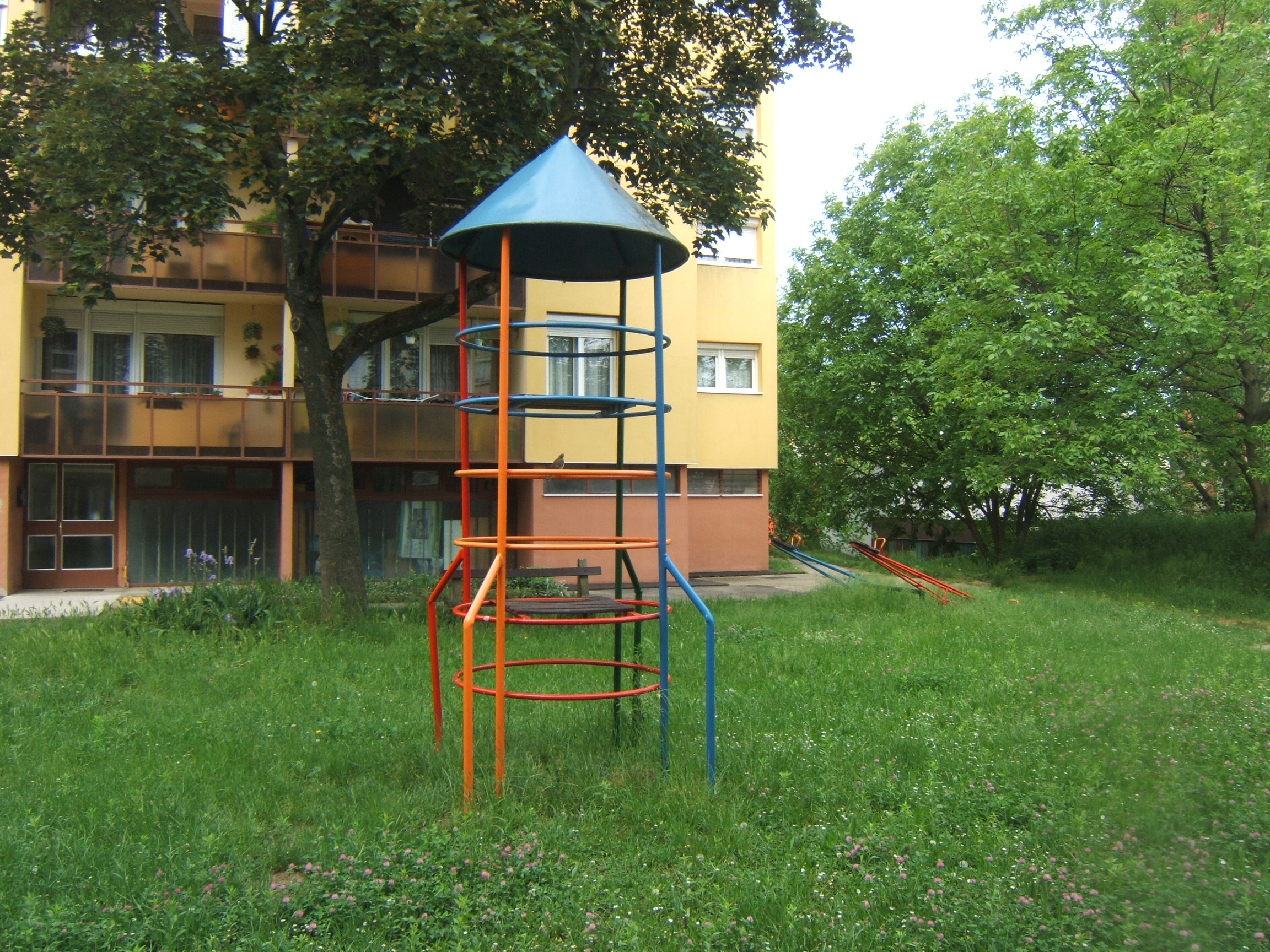
Itt még 2018-ban is állt ez a klasszikus „rakéta-mászóka”
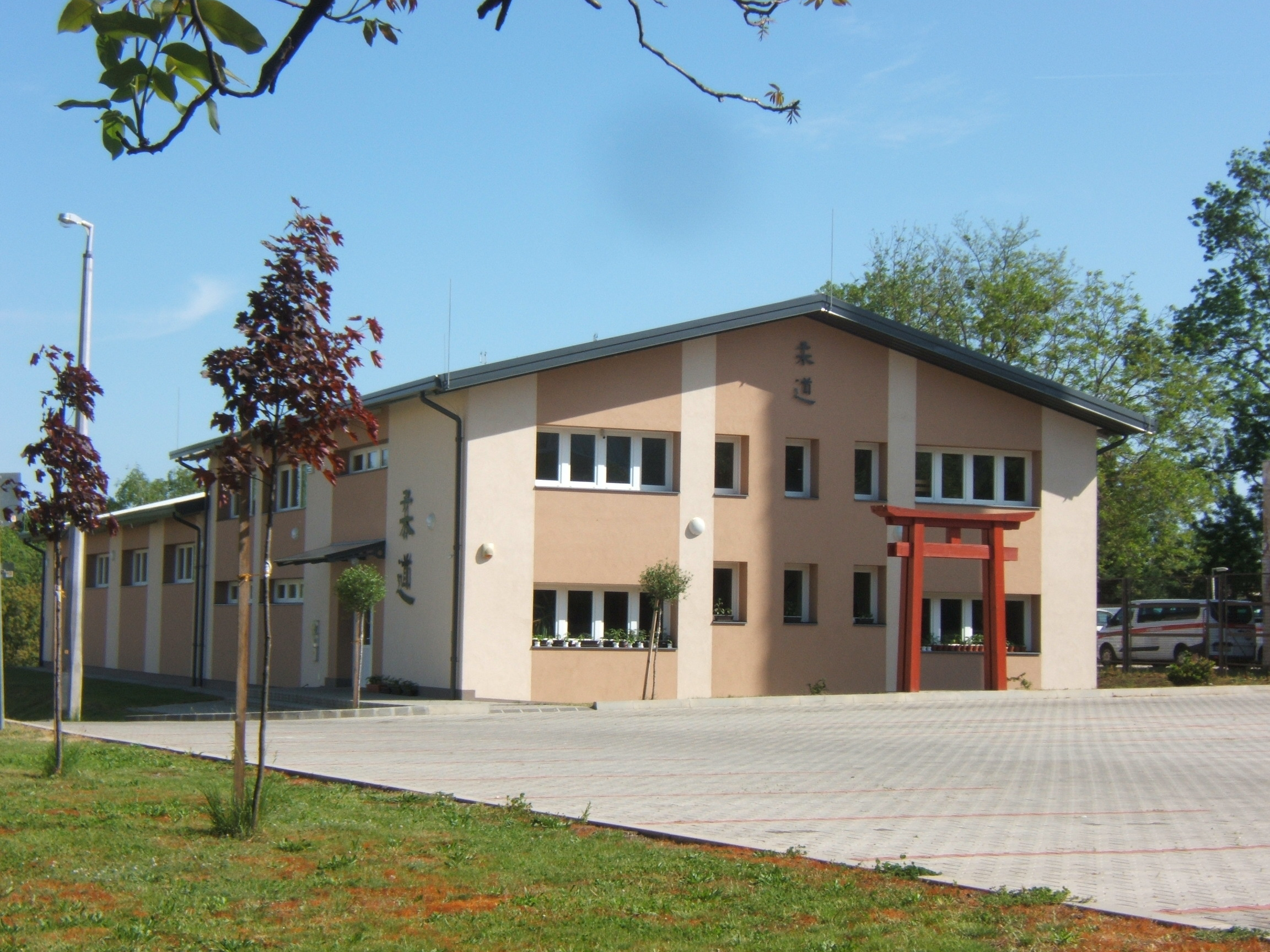
A cselgáncscsarnok (felirata: 柔道 („dzsúdó”))